# كاترين ديفيد
كاترين ديفيد (بالفرنسية: Catherine David)‏ هي صحفية فرنسية، ولدت في 2 ديسمبر 1949 في باريس في فرنسا.